# Шафаренко Павло Менделейович
Павло Менделейович Шафаренко (нар. 13 березня 1908 — пом. 25 квітня 1988) — радянський військовик, у роки німецько-радянської війни командував спочатку повітряно-десантною бригадою, пізніше стрілецьким полком, а згодом стрілецькими дивізіями. Генерал-лейтенант (1962).

## Біографія
Народився 13 березня 1908 року в Ніжині, нині Чернігівська область. Єврей.
У 1928 році за направленням Грозненської профспілки будівельників направлений до Ленінградського політехнічного інституту. Згодом був переведений до Ленінградського інституту інженерів шляхів сполучення, який закінчив у 1932 році.
У 1932 році за спецнабором призваний до РСЧА. У 1935 році закінчив Військову залізничну школу. Командував залізничним батальйоном на Далекому Сході, що прокладав залізничну магістраль до порту Находка.
У 1937 вступив, а у 1940 році з відзнакою закінчив Військову академію імені М. В. Фрунзе.
У березні 1940 року призначений начальником оперативного відділення 16-ї Ульянівської стрілецької дивізії імені В. І. Кіквідзе 65-го особливого стрілецького корпусу в Прибалтиці.
20 травня 1941 року майор Шафаренко призначений начальником штабу 6-ї повітряно-десантної бригади 3-го повітряно-десантного корпусу Одеського ВО, що дислокувався в місті Первомайську.
Учасник німецько-радянської війни з липня 1941 року. Брав участь в оборонних боях південніше Києва, в районі Голосіївського лісу та села Мишоловка. За оборону Києва нагороджений орденом Червоного Прапора.
Після закінчення битви за Київ призначений командиром 6-ї повітряно-десантної бригади. У листопаді-грудні 1941 року десантники Шафаренка тримали оборону під Курськом, біля міту Тим.
У грудні 1941 року 3-й повітряно-десантний корпус був перетворений у 87-му стрілецьку дивізію, в якій П. М. Шафаренко став командиром 96-го стрілецького полку. В січні 1942 року за героїзм у боях дивізія перетворена в 13-ту гвардійську стрілецьку дивізію, а 96-й стрілецький полк — у 39-й гвардійський стрілецький полк.
В лютому 1942 року полковник Шафаренко призначений командиром 190-ї стрілецької дивізії, що почала формуватись у Сталінграді.
Через короткий час призначений командиром 25-ї гвардійської стрілецької дивізії, що формувалась у Калінінській області на базі 2-ї гвардійської стрілецької бригади. В червні 1942 року дивізія включена до складу Воронезького фронту й перекинута на Сторожевський плацдарм (південніше Воронежа), де вела бої. Згодом брала участь у визволенні Харкова та міста Валки. За Харківську операцію нагороджений орденом Суворова 2-го ступеня.
З листопада 1943 року генерал-майор (1942) Шафаренко — командир 119-ї гвардійської стрілецької дивізії. У складі 3-ї ударної армії брав участь у визволенні Білорусі.
З червня 1944 року — командир 33-ї стрілецької дивізії на 2-гу Прибалтійському фронті.
З серпня 1944 року — командир 23-ї гвардійської стрілецької дивізії на 3-тю Прибалтійському фронті. Дивізія брала участь в наступі на укріплений рубіж «Валга» в Латвії. Згодом у складі військ 1-го Білоруського фронту з боями пройшов Польщу, форсував Одер, брав участь в штурмі Берліна.
По закінченні війни командував дивізією у Білоруському ВО, був начальником штабу стрілецького корпусу.
У 1950 році закінчив Вища академічні курси при Вищій військовій академії імені К. Є. Ворошилова.
У 1951—1957 роках — заступник командуючого армією.
27 квітня 1962 року присвоєне військове звання «генерал-лейтенант».
У 1962—1967 роках — заступник командуючого військами Сибірського ВО.
У 1967 році вийшов у відставку. Помер у 1988 році.

## Нагороди
Нагороджений орденом Леніна (29.05.1945), трьома орденами Червоного Прапора (27.12.1941, 29.07.1944, ?), орденами Суворова 2-го ступеня (08.02.1943), Кутузова 2-го ступеня (06.04.1945), Вітчизняної війни 1-го ступеня (06.04.1985), Червоної Зірки, багатьма медалями.
На початку 1944 року за участь у спільних діях з 1-м окремим чеським батальйоном підполковника Л. Свободи, нагороджений чеським «Воєнним хрестом 1939 року».
Після смерті П. М. Шафаренка його нагороди були продані на аукціоні в США